# ایکس‌پی-۴۱
ایکس‌پی-۴۱ (به انگلیسی: Seversky_XP-41) یک هواگرد از نوع هواپیمای جنگنده ساخت شرکت Seversky Aircraft است. هواگرد ایکس‌پی-۴۱ نخستین پروازش را در مارس ۱۹۳۹ میلادی انجام داد. برنامه ساخت این هواگرد در نهایت لغو گردید. در مجموع، تعداد ۱ فروند از این هواگرد ساخته شده‌است.